# Comté de Bradley (Tennessee)
Pour les articles homonymes, voir Comté de Bradley et Bradley.
Le comté de Bradley est un comté de l'État du Tennessee, aux États-Unis. Son siège est Cleveland.